# Жан-Матьє-Філібер Серюр'є
Жан-Матьє-Філібер Серюр'є (фр. Jean-Mathieu-Philibert Sérurier, *8 грудня 1742, Лан —†21 грудня 1819, Париж) — французький військовий діяч часів Першої республіки та Першої імперії, граф Імперії (з 3 червня 1808), маршал (з 19 травня 1804) і пер (з 1814) Франції.

## Життєпис

### Молоді роки
Походив зі дворянського стану, син службовця з королівських стаєнь. У 1755 році поступив до провінційної міліції. У 1759 році стає прапорщиком в Омонському піхотному полку. В його складі бере участь у Семирічній війні. У 1760 році отримав поранення у битві при Варбурзі. у 1762 році отримує звання лейтенанта Боського піхотного полку, а потім спрямований до Португалії. У 1770—1771 роках служив помічником графа Марбо на Корсиці. У 1778 році отримує звання капітана. У 1788 році вирішив піти у відставку, проте у 1789 році отримав звання майору у Медокському піхотному полку.

### На службі Республіці
Серюр'є підтримав Французьку революцію, згодом вступив до лав нової армії. У 1791 році стає підполковником. Згодом воював в Піренейській армії. У 1792 році він вже полковник. Планував емігрувати, проте завдяки Полю Баррасу у 1793 отримує звання бригадного генерала. Того ж року спрямовується до Італійської армії, де бере участь у боях на півдні Італії.
Вже у 1794 році стає дивізійним генералом. Воював під командування спочатку Франсуа Келлермана, потім Бартелемі Шерера, нарешті Наполеона Бонапарта. Невдовзі Серюр'є — один з найближчих помічників останнього. Звитяжив у 1795—1796 роках у битвах при Мондові, Лонато, Ла-Фоваріте. У 1797 році захопив Мантую, того ж року призначається губернатором Венеції, а у 1799 році — Лукки. Під час походу австрійсько-російської армії на чолі з Олександром Суворовим намагався чинити опір на півночі Італії, проте марно — 28 квітня здався у Вердеріо. Втім незабаром був звільнений з полону й повернувся до Парижу.

### На службі у Наполеона
Брав активну участь у заколоті 18 брюмера, за що незабаром отримав посаду сенатора, увійшов до Державної ради. У 1802 році призначається віце-президентом Сенату, а у 1803 році — претором сенату. У 1804 році отримує звання маршала й посаду губернатором Дому Інвалідів, 1805 році нагороджується великим орлем ордену Почесного легіону, 1808 року — графом Імперії, 1809 року — командувачем Національної гвардії.
У ніч з 30 по 31 березня 1814 року він наказав спалити у дворі Дому Інвалідів 1417 прапорів, захоплені у ворогів, починаючи з воєн часів Людовика XIV, а також меч і королівські знаки Фрідриха II, короля Прусії. Попіл було кинуто до річки Сени.

### Останні роки
Після зречення Наполеона I підтримав повернення Бурбонів, за що отримав звання пера. Втім під час Ста днів перейшов на бік Наполеона Бонапарта, але не втручався у яки-небудь справи. Після другого повернення Бурбонів увійшов до складу судової колегії над маршалом Неєм й голосував за його страту. Проте за підтримку Наполеона під час Ста днів Серюр'є було позбавлено звань маршала, пера й посади губернатора Дому Інвалідів.
1 січня 1819 року Серюр'є повернуто звання маршала, але 21 грудня 1819 року він помер у Парижі.